# WBRC
WBRC est une station de télévision américaine située à Birmingham (Alabama) appartenant à Gray Television et affiliée au réseau Fox.

## Télévision numérique terrestre
| Canal virtuel | Image | Aspect | Programmation                       |
| ------------- | ----- | ------ | ----------------------------------- |
| 6.1           | 720p  | 16:9   | Programmation principale WBRC / Fox |
| 6.2           | 480i  | 4:3    | Bounce TV                           |
| 6.3           | 480i  | 16:9   | Grit (en)                           |
| 6.4           | 480i  | 16:9   | Laff (en)                           |